# Maximino Caballero Ledo
Maximino Caballero Ledo (Mérida, 21 de dezembro de 1959) é um administrador e economista espanhol, atual prefeito da Secretaria para a Economia da Santa Sé.

## Biografia
Casado desde 1991 e pai de dois filhos, ele desenvolveu sua carreira profissional na área da finança, sendo licenciado em Economia pela Universidade Autônoma de Madri e mestre em Administração de Empresas pela IESE Business School de Barcelona. Trabalhou em várias empresas espanholas e americanas (desde 1986 até 2020). Desde 2007, ocupou vários cargos nos Estados Unidos em uma importante empresa multinacional do setor de saúde, incluindo os de Vice-Presidente de Finanças e Captura de Valor.
Em 4 de agosto de 2020, foi nomeado pelo Papa Francisco como secretário geral  da Secretaria para a Economia. Em 30 de novembro, passou a ser o prefeito da Secretaria para a Economia, em substituição a Juan Antonio Guerrero Alves, S.J., assumindo a partir do dia seguinte. É o segundo leigo a chefiar um órgão da Cúria Romana.